# Dellen
El Dellen o bien Dellensjöarna es un sistema de lagos en la provincia de Hälsingland, en el país europeo de Suecia. Se compone de dos lagos, el Dellen norte y el Dellen sur , apreciados entre los pescadores por su población distintiva de la trucha marrón.
Dellen Sur  tiene una superficie de 52 km² y un volumen de agua de 1.226 millones de m³. Dellen Norte por su parte tiene una superficie de 82 km² y un volumen de agua de 1.489 millones de m³.
Los dos lagos sólo están unidos por un canal corto, por lo que se discute si deben ser contados como uno o dos lagos. Si cuentan juntos, tendría una superficie total de 130 km², por lo que sería el número 18 entre los lagos más grandes de Suecia.